# Cavall de pura raça gallega

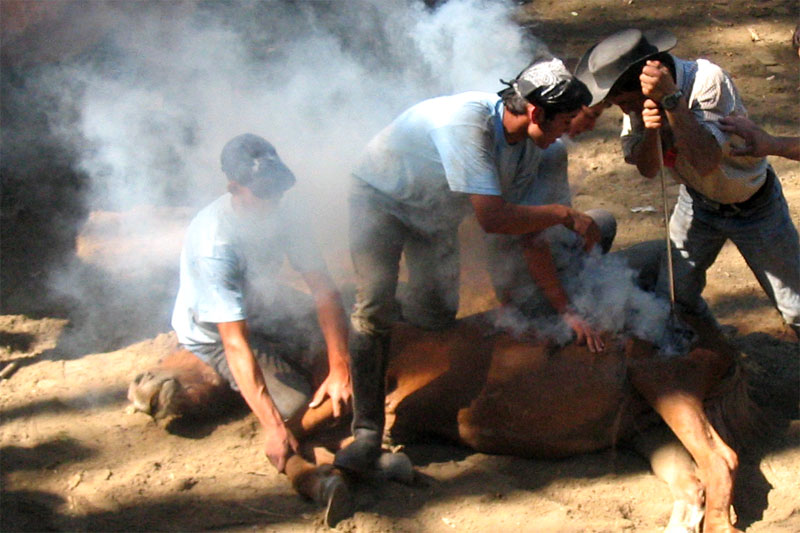
Escena de la popular Rapa das bestas, una festa turística i cultural de Galícia celebrada en diverses localitats i on el principal protagonista és el cavall gallec mestís juntament amb l'exhibició d'exemplars de ponis del cavall de pura raça gallega (PRG).

Cavall de Pura Raça Gallega (PRG) (en  gallec, Cabalo de Pura Raza Galega) és la denominació que rep oficialment un subtipus de raça de cavalls (Equus caballus) de mida petita o ponis, reconeguda com l'única raça equina autòctona de Galícia. A la fi del segle xx es trobava en perill d'extinció. Un programa per procurar la seva recuperació i preservació va elevar el 2007 la seva població censada fins a gairebé els 1300 exemplars.
Altres denominacions tradicionals són cavall gallec de muntanya, cavall galaic, poni gallec, faca Galizano o faca galega.

## Orígens

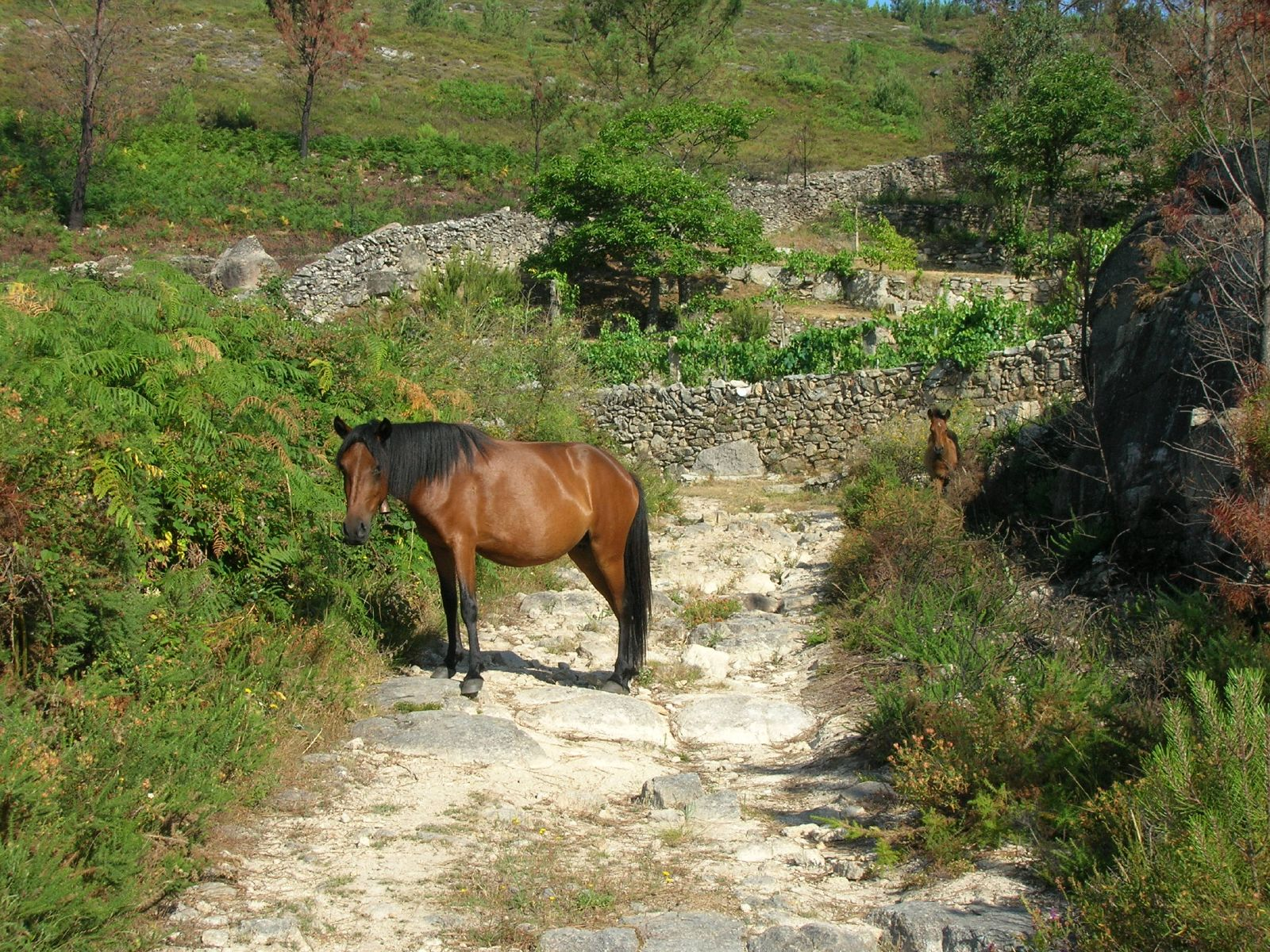
Cavalls de raça gallega

Els testimonis més antics que es conserven de la presència de poblacions d'èquids a Galícia es troben en representacions rupestres en l'àrea de Sabucedo, la diadema de Ribadeo, on apareixen cavalls muntats al costat de cries i guerrers, i els petroglifs de Viladesuso, amb representacions de carros tirats per cavalls i Campolameiro, en la Serra d'A Groba, datats del període de l'edat de bronze
La teoria més acceptada sobre l'origen del cavall gallec de pura raça sosté que van ser els pobles celtes arribats al nord de la península Ibèrica cap al segle VII aC i el segle vi aC qui van introduir un espècimen domesticat de poni, de cap petit i orelles curtes, gropa forta, i pèl bast de color fosc. A ells es refereixen autors clàssics com Estrabó, Marc Valeri Marcial i Plini o de l'època medieval de la Conquesta feudal hispànica, on la cria cavallina es va associar fortament a l'activitat colonitzadora dels monestirs establerts durant el segle x i el segle xi. Aquest tronc comú es va anar, al llarg dels segles, diferenciant per les condicions ambientals i la intervenció de processos de mestissatge donant origen a les diverses races afins a la gallega que s'estenen per la façana atlàntica europea des de Portugal fins a Escòcia i Islàndia.
Malgrat viure tradicionalment en règim de llibertat en les àrees muntanyoses del relleu gallec, principalment en grups o ramats, el cavall gallec va ser explotat per l'activitat humana en l'antiguitat com a animal de combat, i posteriorment destinat a la muntura i les tasques rurals, sent en menor mesura, per les característiques de la seva carn, el seu ús per a la producció càrnia i el consum.
Amb la mecanització de l'agricultura i l'interès preferent per augmentar la població d'animals destinats a les indústries càrnies, en les últimes dècades del segle xx la població de cavall de muntanya genèticament pura es va veure disminuïda a conseqüència de processos de mestissatge. En aquest context, cap a final de la dècada dels anys vuitanta, a iniciativa de diversos organismes internacionals com Nacions Unides i la FAO o la llavors CEE, es van promoure en les instàncies de política agrària diverses iniciatives destinades a la protecció i conservació de les races domèstiques en perill d'extinció.

## Hàbitat i filiació genètica
El cavall de muntanya gallec es distribueix en un hàbitat que cobreix les àrees muntanyoses de Galícia, al nord-oest de la península Ibèrica, concentrant-se particularment en àrees de les províncies de  Pontevedra i de  Lugo. Viuen en àrees d'àmplies serres i muntanyes, d'escassa població arbòria però abundant vegetació arbustiva i amb escassa densitat demogràfica.
Segons estudis del parentiu genètic es troba estretament emparentat amb altres subtipus de l'àmbit  cantàbric-pirinenc com la jaca navarresa i la pottoka. Posteriorment s'ha establert el seu més estret parentiu amb la raça monchina, no inclosa en anteriors estudis. El cavall galaic s'ha classificat tradicionalment en el grup de cavall domèstic o tarpan de tipus poni celta, nadius del nord de la península Ibèrica igual que l'asturcó, Sorraia, Garrana o Faco galego, jaca soriana i losino als quals s'ha considerat un parentiu fenotípic amb els ponis  britànics, especialment amb l'Exmoor, amb alguns autors atorgant-los fins i tot un mateix origen. Aquesta divisió es va realitzar per oposició als cavalls ibers del sud peninsular sobre la base de consideracions antropològiques històriques, quan pobles celtes, indoeuropeus originaris del centre d'Europa, es van instal·lar a la península cap al 1500 aC.

## Descripció
Els cavalls de pura raça gallega són descrits com a animals de temperament dòcil quan es cria en condicions de semillibertat o en estable, amb perfil recte o subcòncau, elipomètric i de proporcions sublongilínies. Tenen una alçada a la creu d'entre 120 i 140 cm i la seva capa és castanya o negra.
El cap, de front ample i plana amb abundant tupè, ulls expressius i llavis gruixuts amb bigoti està associada a un abdomen arrodonit i a un pit amb profunditat. Les extremitats són fines, curtes i fortes. La crinera i la cua estan molt poblades, amb una cabellera de pèls forts i gruixuts.

## Orientació productiva
La legislació establerta fomenta la criança del cavall gallec amb fins esportius, d'exhibició o de lleure en detriment de la tradicional ramaderia rústica o per a consum.
En la pràctica de l'equitació es destaca la seva aptitud per a qualsevol modalitat, de competició com de lleure, per a passejos i rutes de turisme eqüestre, per proves de salt d'obstacles en categoria "poni", horseball, enganxament lleuger i camí gallec.
El seu temperament és apuntat com una qualitat per als centres d'hipoteràpia o d'equitació terapèutica.
En el pla d'exhibicions, el cavall gallec de pura raça és representat en la Feira Internacional Setmana Verda de Galícia de Silleda, el Saló do Cabaço de Galícia, la Feira do Apóstolo i Feira da Ascensión a Santiago de Compostel·la i diferents Feiras a Padrón, Mondoñedo i Teo, sent presentat en les tradicionals festes populars anomenades rapa das bestas.

## Desenvolupament legislatiu
Mentre estudis acadèmics i universitaris constataven la deterioració i retrocés de l'estat genètic del cavall gallec de muntanya, la CEE va publicar el 1992, en el marc de la reforma de la Política Agrària Comuna, el Reglament (CEE) 2078/92 del Consell, del 30 de juny, pel qual es proveeix un ajut econòmic a les iniciatives en els Estats membres a favor de la criança i manteniment d'animals de races locals en perill d'extinció. El nou Reglament va servir també en la constitució de l'organisme europeu del Centre d'Estudis i d'Investigació sobre l'Economia i l'Organització de les Produccions Animals (CEREOPA) amb la finalitat de seleccionar, després d'un inventari, aquelles races d'interès en perill i definir els requisits per al desenvolupament de les polítiques per a la seva protecció.
A Galícia es va constituir el desembre de 1993 l'Associació de criadors de ponis de Galícia i poc més tard, es va elaborar des del govern autonòmic gallec un primer pla de foment, millora i conservació de cavall gallec que no obstant això, va ser criticat des de les associacions de ramaderes que ho consideraven un instrument de control de l'administració.
La CEREOPA va fer públic el 1994 la llista europea de races equines d'especial protecció en la que va incloure al cavall de muntanya gallec i poc després, l'Estat espanyol adoptava l'ordenament comunitari per mitjà de Reial Decret 51/1995, de 20 de gener, que es va començar a aplicar a Galícia a partir del 1996. No obstant això, durant el mateix any únicament cinc exemplars van ser registrats com a resultat de les reticències no resoltes per part dels ramaders que veien principalment insuficient la compensació censal d'animals purs, una pèrdua econòmica en comparació amb l'encreuament dels espècimens amb altres exemplars d'altres races de mida mitjana per a la producció de carn.
Durant l'any 1997, l'actuació de l'administració i d'una nova Associació de propietaris i criadors de Galícia del Cabaço Galego de Muntanya, va aconseguir avançar en el registre censal que va arribar als 64 exemplars, mitjançant actuacions en favor de conjugar els interessos econòmics dels ramaders amb els de l'objectiu proteccionistes del Reglament 2078/92/CEE, van poder consensuar un text per al projecte de prototip racial, finalment aprovat per una Ordre del 23 de setembre de 1998 sobre la reglamentació específica del llibre genealògic de la raça equina Cabaço Galego de Muntanya, en el qual es van inscriure els espècimens censats fins ara. El 1998 es va establir un conveni pel qual creava un ramat de puresa constituït per 20 animals seleccionats del llibre cures en una finca específicament habilitada al concell de Mougás, emprenent en paral·lel una campanya institucional de difusió i promoció completada amb l'assistència a diverses fires i mostres de bestiar equí a nivell nacional. En només un any, a la fi de 1999 s'havien rebut 472 sol·licituds d'inscripció mentre que el registre va incrementar el cens fins als 190 exemplars.
L'Ordre del 4 d'abril de 2001, va ampliar l'anterior reglamentació i va reconèixer l'especial consideració del cavall gallec com a raça en perill d'extinció, el seu sistema de cria i "especial vinculació al poble gallec".